# Procyotrema marsupiformis
Procyotrema marsupiformis är en plattmaskart. Procyotrema marsupiformis ingår i släktet Procyotrema och familjen Diplostomatidae. Inga underarter finns listade i Catalogue of Life.